# Torndirrup Peninsula
Die Torndirrup Peninsula ist eine Halbinsel im Süden des australischen Bundesstaates Western Australia. Sie ragt ganz im Westen der Großen Australischen Bucht in den Indischen Ozean (Southern Ocean nach australischer Definition) hinaus und bildet die Südküste des King George Sounds und des Princess Royal Harbour, an dessen Nordufer die Stadt Albany liegt.

## Geographie

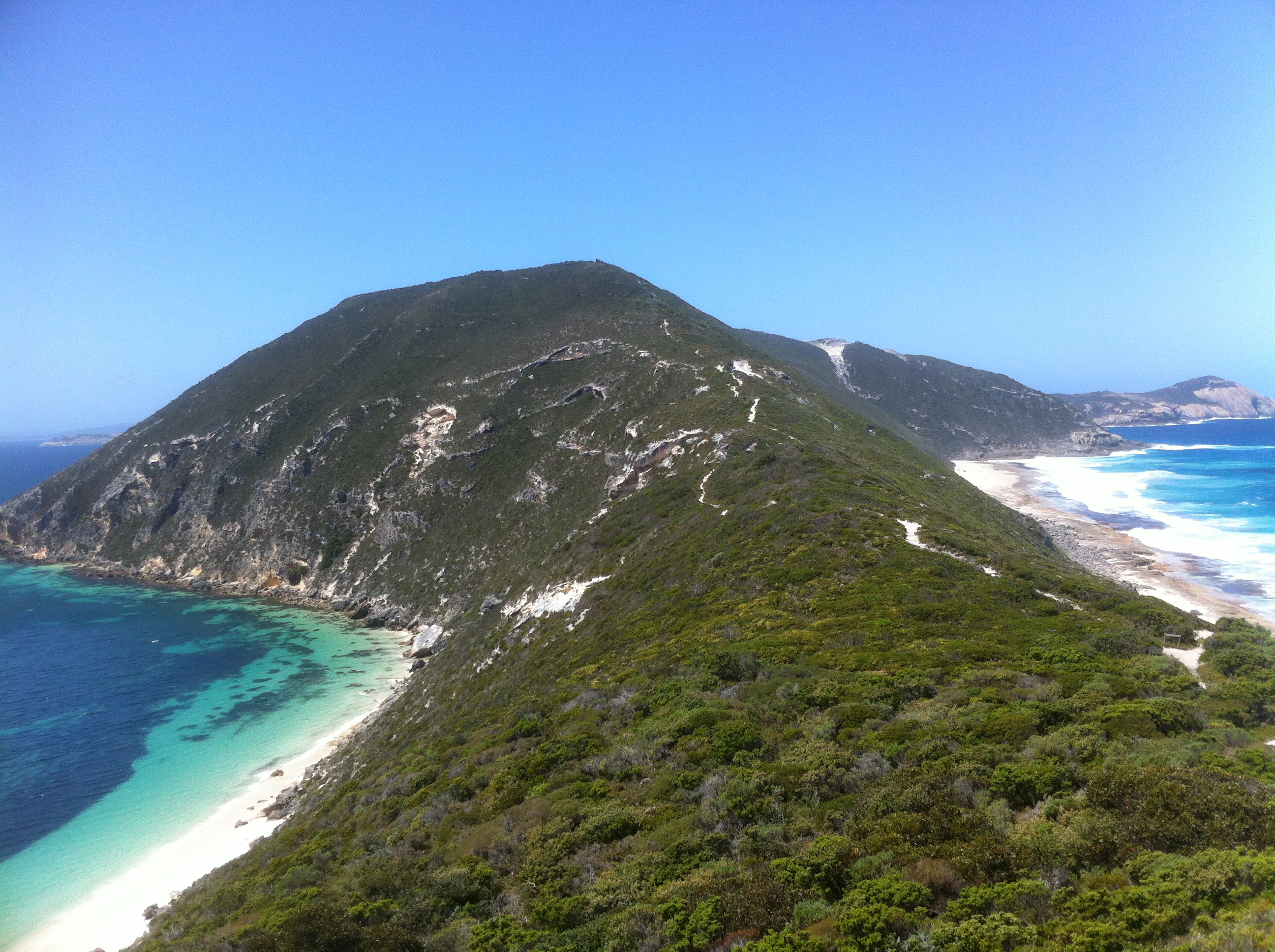
Flinders Peninsula, das östliche Ende der Halbinsel, mit der rauen Südküste (rechts) und der geschützten Bucht im Norden

Die Halbinsel ist etwas mehr als 20 Kilometer lang. Sie beginnt recht breit im Südwesten von Albany und zieht sich zuerst in südöstlicher Richtung. Nach rund halber Länge verläuft die Halbinsel mehr nach Osten. Nach Norden spaltet sich die Vancouver Peninsula ab. Der östlichste, schmale Teil wird Flinders Peninsula genannt. Der östlichste Punkt heißt Bald Head.
Der Küste sind einige kleine Inseln vorgelagert. Der Stoney Hill, Standort einer Radiostation im Zweiten Weltkrieg, und die Flinders Peninsula erreichen Höhen von knapp über 200 Meter.
Geologisch besteht die Halbinsel aus drei Gesteinstypen. Die raue Südküste ist geprägt von steilen Kalkstein-Kliffs. Hier finden sich aber auch sehr alter Gneisse. Am Stoney Hill tritt Granit zutage.
4022 Hektar der Halbinsel entlang der Südküste und die ganze Flinders Peninsula sind Teil des Torndirrup-Nationalparks. Zu den bekanntesten Felsformationen im Nationalpark zählen The Gap, das Felsentor Natural Bridge und verschiedene Blowholes. Die wenigen Sandstrände an der Steilküste wie Cable Beach eignen sich nicht zum Schwimmen.
Im Gegensatz zur exponierten Südküste ist die Nordküste der Halbinsel flach. Hier finden sich mehrere Sandstrände (Goode Beach, Whalers Beach, Cheyne Beach, Misery Beach) und dahinter einige Siedlungen: Torndirrup, Little Grove, Big Grove, Goode Beach, Vancouver Peninsula und Frenchman Bay. Größter Ort ist Little Grove mit rund 1500 Einwohnern.
Auf der Halbinsel gibt es Wildblumenwiesen und Wälder. Die flache Nordküste ist im Bereich des Princess Royal Harbour (Shoal Bay) sumpfig. Weiter östlich entlang des King George Sound – in diesem Abschnitt als Frenchman Bay bezeichnet – wechseln sich felsige Küstenabschnitte mit Sandstränden ab. Häufig sind Reptilien, See- und Greifvögel.

## Geschichte
Der Name der Halbinsel leitet sich von einem Clan der lokalen Noongar ab, einem Stamm der Aborigines. Das Gebiet gehörte zum Siedlungsraum der Mineng, einer Gruppe der Noongar. Die genauen Verhältnisse in vorkolonialer Zeit sind aber nicht ganz klar. Die Aborigines hatten wenig Bezug zum Meer und hielten sich vor allem im Sommer in Küstennähe auf.

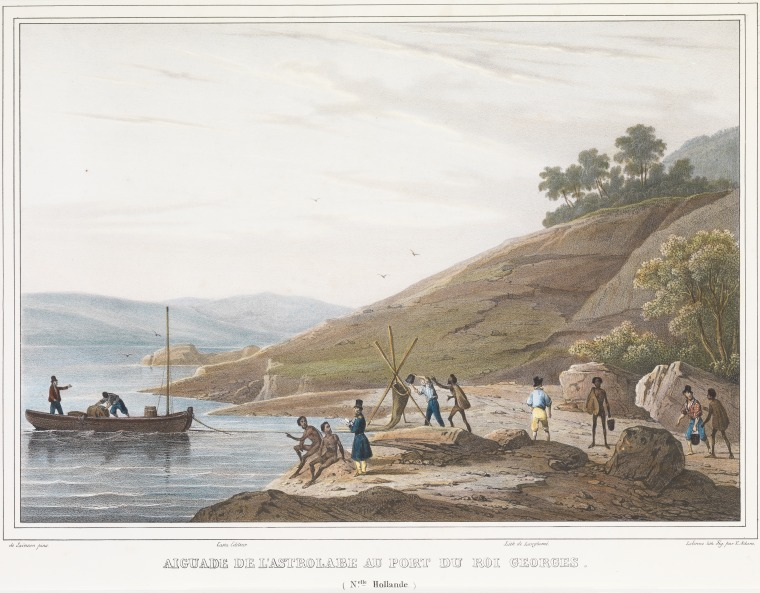
Gemälde von Louis Auguste de Sainson (1833): Die Crew der Astrolabe beim Laden von Frischwasservorräten in der Whalers Bay (1826).

Der britische Seefahrer George Vancouver erkundigte 1791 als erster Europäer den King George Sound und dokumentierte eine Wasserquelle bei Whalers Beach an der Frenchman Bay. Er erklärte hier Western Australia als Teil des British Empire. In den folgenden Jahren kehrten immer wieder Seefahrer hierher zurück, da es sich um eine der wenigen verlässlichen Quellen an der Südwestküste von Western Australia handelte. Dazug gehörten die Baudin-Expedition im Jahr 1803. Nicolas Baudin ließ auf Vancouver Peninsula ein Camp errichten und verbrachte dort einen Monat. Die Frenchman Bay bezeichnete er als „Bach-Bucht“. Sie trafen dort amerikanische Robbenjäger. Im Oktober 1826 erreichte Louis Isidore Duperrey mit der Astrolabe die Bucht und verbrachte dort 18 Tage. Im Dezember des gleichen Jahres errichteten die Briten in Albany die erste Sträflingskolonie von Western Australia.
Die Quelle wurde später genutzt, um Dampfschiffe mit Wasser zu versorgen, wofür ein Anlegesteg (jetty) mit Leitung errichtet wurde. Mit dem Aufstieg Albanys zu einem wichtigen Hafen und der wachsenden Einwanderung wurde auch der Bau einer Quarantänestation für die ankommenden Schiffreisenden notwendig. So entstand 1875 auf Vancouver Peninsula, in Sichtweite rund drei Kilometer vom Hafen entfernt, das Camp Quaranup. Die mit der Zeit erweiterte Anlage wurde bis in die 1930er Jahre genutzt. Heute ist es ein Ferienheim.
1888 erwarb ein Siedler aus Albany Land und ließ sich auf der Halbinsel nieder, wo sich heute Goode Beach befindet. 1914 wurde an der Whalers Beach auf der Torndirrup Peninsula von einer norwegischen Firma die eine Walfangstation von Western Australia erbaut, die Frenchman Bay Whaling Station. Die Norweger waren schon Ende 1912 für Walfang in die Bucht gekommen. Aber bereits 1916 verlagerten sie ihre Aktivitäten nach Ostaustralien. 1952 wurde etwas weiter östlich die Cheyne Beach Whaling Station errichtet, die neun Jahre später auch ans Stromnetz angeschlossen wurde.

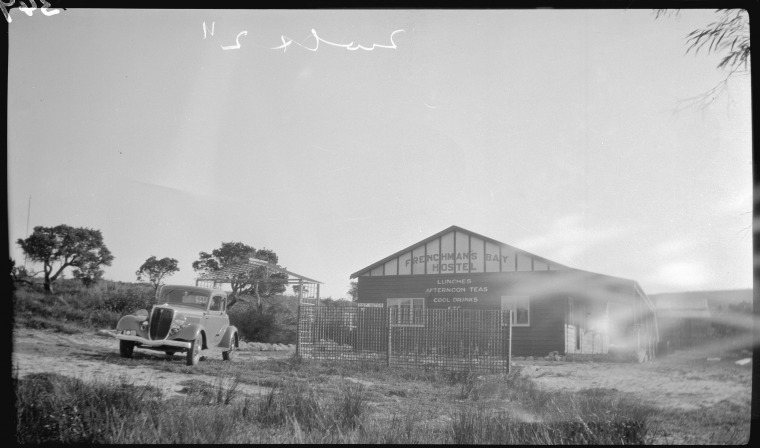
Frenchman’s Bay Hostel im Jahr 1937

Seit 1896 wurde die Frenchman Bay von Ausflüglern aus Albany aufgesucht. 1918 wurde der Nationalpark angelegt, der aber erst 1973 einen Ranger erhielt. 1936 wurde eine Herberge errichtet, nachdem immer mehr Badegäste und Fischer den Ort aufsuchten. Anfang der 60er Jahre wurde ein Campingplatz für Wohnwagen angelegt. Bereits seit 1934 gab es eine Straße von Albany auf die Halbinsel.
In den 80er Jahren wurde die alte Walstation in Cheyne Beach von einer Stiftung in ein Museum umgewandelt. 2006 wurden die alte Herberge und der Campingplatz zerstört, da die Eigentümer planten, eine Hotelanlage zu errichten.

## Freizeit
Im Nationalpark gibt es zahlreiche Wanderwege. Er ist der häufigst besuchte Nationalpark der Region und der sechsthäufigst besuchte Nationalpark in Western Australia.
Östlich von Frenchman Bay liegt bei Discovery Bay am Cheyne Beach die Cheyne Beach Whaling Station. Die alte Walfangstation ist heute ein Museum. Dem Schifffahrtsmuseum ist ein Wildpark mit Koalas, Wombats, Kusus, Flughunden, Schlangen und Echsen und ein Wildblumengarten angeschlossen.

## Windpark

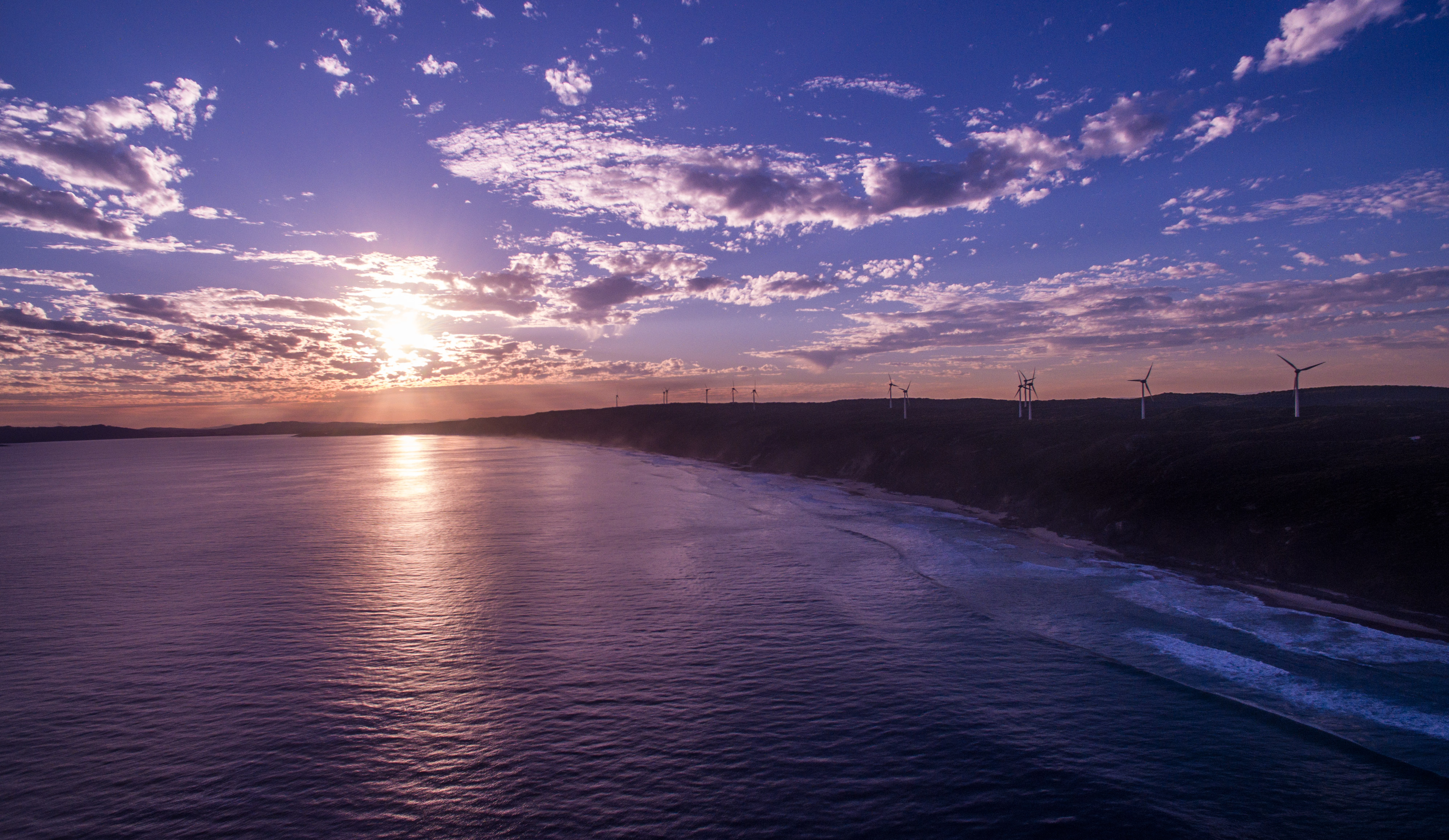
Sonnenuntergang an der Westküste beim Windpark

Im Westen der Halbinsel befindet sich auf rund 80 Metern Höhe über der Küste der Windpark Albany Wind Farm. Die Anlage wurde im Jahr 2001 mit zwölf Windrädern eröffnet und 2011 um sechs zusätzliche erweitert. Mit einer Höhe von 65 Metern und 35 Meter langen Rotoren handelt es sich um die größten Windräder, die auf der südlichen Hemisphäre installiert wurden. Sie decken rund 80 % des Strombedarfs von Albany.